# Кастьєру
Кастьє́ру (окс. Castièro) — сучасний терсун, адміністративна одиниця другого рівня у районі (кумарці) Баль-д'Аран у Каталонії.
Терсун Кастьєру, як і інші терсуни, був відновлений у кумарці Баль-д'Аран 13 липня 1990 р. відповідно до закону 16/1990 Жанаралітату Каталонії.
Терсун Кастьєру включає частину муніципалітету Б'єльо-е-Міжаран, зокрема міські райони (раніше окремі селища та хутори) Ескуньяу (окс. Escunhau), Казаріль (окс. Casarilh), Бетрен (окс. Betren), Б'єльо (окс. Viella), Ґаузак (окс. Gausac), Казау (окс. Casau). Від цього терсуну до Генеральної ради Арану обирається 4 радники.